# Dave Silk
David William „Dave” Silk (ur. 18 października 1965 w Butte) – amerykański łyżwiarz szybki, brązowy medalista mistrzostw świata i zdobywca Pucharu Świata.

## Kariera
Pierwsze sukcesy w karierze Dave Silk osiągnął w sezonie 1985/1986, kiedy zwyciężył w klasyfikacji końcowej Pucharu Świata na 5000 m. W tym samym sezonie był też trzeci w klasyfikacji 1500 m, przegrywając tylko z Austriakiem Michaelem Hadschieffem i Szwedem Hansem Magnussonem. Sześciokrotnie stawał na podium zawodów PŚ, w tym odniósł jedno zwycięstwo: 8 marca 1986 roku w Inzell był najlepszy na 5000 m. W 1988 roku zdobył brązowy medal podczas wielobojowych mistrzostw świata w Medeo. W zawodach tych wyprzedzili go jedynie jego rodak - Eric Flaim oraz Leo Visser z Holandii. Był to jedyny medal wywalczony przez niego na międzynarodowej imprezie tej rangi. W tym samym roku wystąpił na igrzyskach olimpijskich w Calgary, zajmując między innymi szóste miejsce na dystansie 5000 m. Na tych samych igrzyskach był też czternasty na 10 000 m oraz piętnasty na 1500 m. W 1990 roku zakończył karierę.